# Möbelkunst im Raum Bern

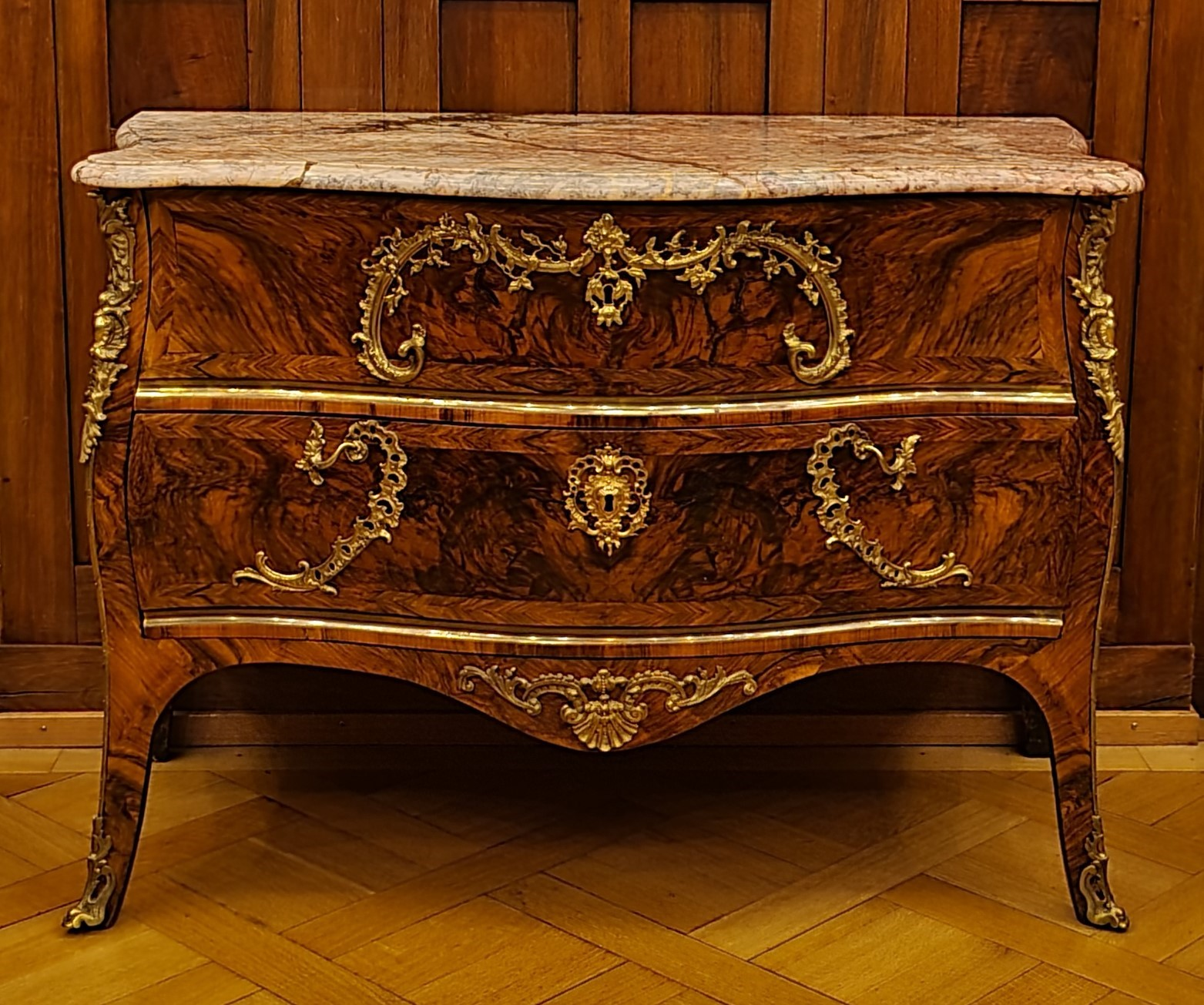
Mathäus Funk, Kommode Louis XV (um 1765)

Dieser Artikel befasst sich mit der Entwicklung der Möbelkunst im Raum Bern.
Die mittelalterliche Möbelkunst im bernischen Raum wird durch das Burgund und Süddeutschland geprägt. Spezielle Möbelformen und erkennbare Stilelemente können erst in der Spätrenaissance ausgemacht werden. Die bedeutendsten Werke des 17. Jahrhunderts, wie beispielsweise die Brezelistube im Schloss Toffen, das Karyatiden-Zimmer aus dem Haus Kramgasse 6 in Bern, das Prunkbuffet auf Schloss Landshut sowie die Täferstube im Burgdorfer Fankhauserhaus, sind allesamt Werke von deutschen Meistern oder Wandergesellen. 
Im 18. Jahrhundert brachte Bern die Möbelkunst dank den Gebrüdern Mathäus Funk und Johann Friedrich Funk zu besonderer Blüte. Die Funk'schen Werkstätte hatten eine Ausstrahlung, die bis ins Elsass und nach Stuttgart reichte. Gegen Ende des Jahrhunderts produzierten der aus dem Emmental stammende Johannes Äbersold sowie der Stuttgarter Christoph Hopfengärtner elegantes Mobiliar für die gehobenen Schichten. Hopfengärtner stellte Möbel in grossen Serien her und wirkte bis 1843. Carl Franz Hossfeld war der letzte Ebenist in Bern, der handwerklich Möbel für höchste Ansprüche herstellte. Ende des 19. Jahrhunderts stellte die Manufaktur Wetli in der Stadt Bern anspruchsvolle bürgerliche Möbel her. Für das 20. Jahrhundert ist für Bern nur ein Name zu nennen: USM Haller.

## Museen und Sammlungen
- Schloss Jegenstorf
- Schloss Landshut
- Schloss Spiez